# Méthodes de calcul d'intégrales de contour
En analyse complexe, l'intégration de contour est une technique de calcul d'intégrale le long de chemins sur le plan complexe,,
L'intégration de contour est fortement liée au calculs de résidus, une méthode de calcul utilisée pour évaluer des intégrales curvilignes sur l'axe  des réelles, que les outils de la théorie de l'intégration ne permettent pas de calculer par une simple analyse réelle
Les méthodes d'intégration de contour incluent :
- l'intégration directe d'une fonction à valeurs complexes le long d'une courbe du plan complexe (ledit contour) ;
- une application de la formule intégrale de Cauchy ;
- l'application du théorème des résidus.

Ces méthodes peuvent être combinées pour obtenir les résultats attendus.

## Courbes dans le plan complexe
Les contours donnent une définition précise des courbes sur lesquelles une intégrale peut être exactement définie. Une courbe du plan complexe est donc une fonction continue renvoyant un intervalle réel fermé sur le plan complexe : z : [a, b] → C.
Cette définition coïncide avec la notion intuitive d'une courbe, mais inclut une paramétrisation par une fonction continue à partir d'un intervalle fermé. Cette définition plus précise permet de réfléchir aux propriétés que doit avoir une courbe pour qu'elle soit utile à l'intégration. Dans les sous-sections suivantes, on réduira l'ensemble de courbes intégrables pour n'inclure que celles qui peuvent être construites à partir d'un nombre fini de courbes continues, auxquelles on peut donner une direction. De plus, on empêchera les "morceaux" de se croiser, et on imposera que chaque morceau ait une dérivée continue finie (non nulle). Ces exigences permettent de ne considérer que les courbes qui peuvent être tracées, comme par un stylo, dans une séquence de traits constants et réguliers, qui ne s'arrêtent que pour commencer un nouveau morceau de la courbe, le tout sans relever le stylo.

### Courbes lisses orientées
Les contours sont définis comme des courbes régulières orientées. On peut ainsi définir précisément un "morceau" d'une courbe lisse, dont on trace un contour.
Une courbe lisse est une fonction z : [a, b] → C avec une dérivée continue qui ne s'annule pas et ne possèdent pas de point double, sauf peut-être aux extrémités (tel que z(a) = z(b)). On parle alors de courbe fermée, et la fonction doit alors être bijective et les dérivées doivent correspondre aux extrémités (z′(a) = z′(b)). Sinon, on parle d'arc lisse ou de courbe ouverte.
La paramétrisation d'une courbe donne un ordre naturel des points de la courbe : z(x) est avant z(y) si x < y. On peut ainsi définir une courbe lisse orientée, ce qui est surtout utile pour les courbes indépendantes d'une paramétrisation spécifique. Ceci peut être fait en considérant des classes d'équivalence de courbes lisses avec la même direction. Une courbe lisse orientée est alors un ensemble ordonné de points du plan complexe, image d'une courbe lisse dans leur ordre naturel (selon la paramétrisation). Il faut noter que tous les ordres de points correspondent à l'ordre naturel d'une courbe lisse. En effet, une courbe lisse donnée n'a que deux ordres. De plus, une courbe fermée peut avoir tout point comme extrémité, alors qu'un arc lisse aura deux possibilités.

### Contours
Les contours sont les classes de courbes sur lesquelles on peut définir l'intégration de contour. Un contour est une courbe orientée qui est formé d'une suite finie de courbes lisses dirigées dont les extrémités sont reliées pour donner une seule direction. Cela nécessite que la suite de courbes γ1, …, γn soit telle que, le point final de γi coïncide avec le point initial de γi+1, ∀ i, 1 ≤ i < n. Cela inclut toutes les courbes lisses dirigées. De même, un point singleton du plan complexe peut être considéré comme un contour. Le symbole + est souvent utilisé pour désigner le raccordement des courbes afin de former une nouvelle courbe. Ainsi on peut construire un contour Γ qui est formé de n courbes telles que
{\displaystyle \Gamma =\gamma _{1}+\gamma _{2}+\cdots +\gamma _{n}.}

## Intégrales de contour
L'intégrale de contour d'une fonction complexe f : C → C, est une généralisation de l'intégrale pour les fonctions réelles. Pour les fonctions continues du plan complexe, l'intégrale de contour peut être définie de façon analogue à l'intégrale curviligne en définissant d'abord l'intégrale le long d'une courbe lisse orientée en termes d'intégrales sur un paramètre réel. Une définition plus générale peut être donnée en termes de partitions du contour par analogie avec la partition d'un intervalle et l'intégrale de Riemann. Dans les deux cas, l'intégrale sur un contour est définie comme la somme des intégrales sur les courbes lisses orientées qui constituent le contour.

### Pour les fonctions continues
Pour définir l'intégrale de contour dans ce cas, on dit d'abord considérer l'intégrale, sur une variable réelle, d'une fonction à valeurs complexes. Soit f : R → C une fonction à valeurs complexes d'une variable réelle t. Les parties réelles et imaginaires de f sont souvent dénotées  u(t) et v(t), respectivement, de sorte que
{\displaystyle f(t)=u(t)+\mathrm {i} v(t).}
Alors l'intégrale de f sur l'intervalle [a, b] est donnée par 
{\displaystyle {\begin{aligned}\int _{a}^{b}f(t)\,\mathrm {d} t&=\int _{a}^{b}\left(u(t)+\mathrm {i} v(t)\right)\,\mathrm {d} t\\&=\int _{a}^{b}u(t)\,\mathrm {d} t+\mathrm {i} \int _{a}^{b}v(t)\,\mathrm {d} t.\end{aligned}}}
Soit f : C → C une fonction continue sur une courbe lisse orientée γ. Soit z : R → C une paramétrisation de γ consistante avec sa direction. Alors l'intégrale le long de γ est notée
{\displaystyle \int _{\gamma }f(z)\,\mathrm {d} z\,}
et se calcule par
{\displaystyle \int _{\gamma }f(z)\,\mathrm {d} z=\int _{a}^{b}f\left(\gamma (t)\right)\gamma '(t)\,\mathrm {d} t.}
Cette définition est bien définie. Ainsi, le résultat est indépendant de la paramétrisation choisie. Dans le cas où l'intégrale à droite n'existe pas, l'intégrale le long de γ n'est pas définie.

### Comme une généralisation de l'intégrale de Riemann
La généralisation de l'intégrale de Riemann aux fonctions d'une variable complexe est faite par analogie avec les fonctions d'une variable réelle. La partition d'une courbe lisse orientée γ est définie comme un ensemble de points ordonnés et fini sur γ. L'intégrale sur la courbe est la limite des sommes finies de valeurs de fonction, prise aux points de la partition, où la limite est celle où la distance maximum entre n'importe lequel des deux points successifs sur la partition (dans le plan complexe 2D), connu comme le maillage, tend vers zéro.

### Exemples de contours particuliers
Arc de Jordan
Un arc de Jordan est une courbe fermée simple du plan complexe qui sépare le plan en deux parties : l'intérieur et l'extérieur. Les contours les plus simples et intuitifs pour les intégrales de contour sont les arcs de Jordan et les lacets. Afin de pouvoir appliquer le théorème des résidus, on construira donc un lacet entourant les pôles de l'intégrande.
Contour de Hankel

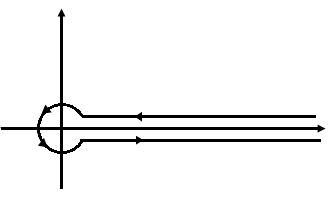
Un contour de Hankel, parcouru dans le sens positif.

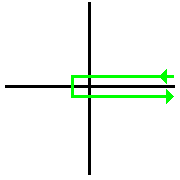
Une version totalement linéaire du contour de Hankel.

Un contour de Hankel est une courbe ouverte entourant un demi-axe du plan. 
La version la plus courante consiste en deux demi-droites parallèles au demi-axe choisi, reliées par un arc de cercle centré à l'origine du demi-axe. Il est parcouru dans le sens horaire.
Ce type de contour est utilisé lorsqu'un logarithme complexe est impliqué, comme la fonction Gamma d'Euler sur le plan complexe.
Contour de Pochhamer

Un contour de Pochhammer tourne dans le sens horaire autour d'un point, puis dans le sens horaire autour d'un autre point, puis dans le sens anti-horaire autour du premier point, et enfin dans le sens anti-horaire autour du second point. La position exacte, la courbure, etc. ne sont pas essentielles dans ce cas, seule la suite de tours importe.

Un contour de Pochhammer, introduit par Camille Jordan et Leo Pochhammer, est utile pour les intégrales de contour autour de deux points. En notant CA et CB les boucles parcourues autour des points A et B respectivement, alors le contour de Pochhammer est ABA−1B−1, où l'exposant −1 désigne un chemin parcouru dans le sens inverse.
Par sa construction, la courbe est homologue à 0 mais pas homotopique à 0. Son indice autour de tout point est de 0 malgré le fait qu'à l'intérieur le plan doublement épointé il ne peut pas être réduit à un seul point.

Un cycle de Pochhammer est homologue à zero : c'est la frontière de la surface verte moins la frontière de la rouge.

## Méthodes directes
Les méthodes directes impliquent le calcul de l'intégrale par des méthodes similaires aux calculs d'intégrales curvilignes en calcul multivarié. Ainsi, on utilise la méthode suivante :
- paramétrer le contour
le contour est paramétré par une fonction de variables réelles à valeurs complexes différentiable, ou en morceaux paramétrables
- substitution de la paramétrisation dans l'intégrande
substituer la paramétrisation dans l'intégrande permet de revenir à des intégrales de la variable réelle
- évaluation directe

### Exemple
Un résultat fondamental en analyse complexe est que l'intégrale de contour de 1/z vaut 2πi, avec un chemin pris sur le cercle unité dans le sens anti-horaire (ou toute courbe de Jordan orientée positivement autour de 0). Dans le cas du cercle unité, il y a une méthode directe de calcul de l'intégrale
{\displaystyle \oint _{C}{\frac {1}{z}}\,\mathrm {d} z.}
Dans le calcul de cette intégrale, le cercle unité est caractérisé par |z| = 1, qu'on paramètre par z(t) = eit, avec t ∈ [0, 2π], ce qui donne dz/dt = ieit, d'où
{\displaystyle \oint _{C}{\frac {1}{z}}\,\mathrm {d} z=\int _{0}^{2\pi }{\frac {1}{\mathrm {e} ^{\mathrm {i} t}}}\mathrm {ie} ^{\mathrm {i} t}\,\mathrm {d} t=\mathrm {i} \int _{0}^{2\pi }1\,\mathrm {d} t=\mathrm {i} \,t{\Big |}_{0}^{2\pi }=\left(2\pi -0\right)\mathrm {i} =2\pi \mathrm {i} .}
On retrouve bien la valeur attendue.

## Applications de théorèmes intégraux
Les théorèmes intégraux sont souvent utilisés les intégrales de contour sur un chemin, en utilisant le fait que l'intégrale d'une variable réelle est calculée en même temps que le calcul sur le chemin dans le plan complexe.
On utilise notamment la formule intégrale de Cauchy ou le théorème des résidus, de la façon suivante :
- un contour spécifique est choisi :
le contour est choisi de façon à contenir la partie du plan complexe correspondant à l'intégrale réelle, et entourer les singularités de l'intégrande de sorte que le théorème s'applique
- application du théorème intégral de Cauchy
l'intégrale est réduite à une intégration autour d'un petit cercle autour de chaque pole
- application du théorème intégral de Cauchy ou théorème des résidus
l'application donne alors une valeur le long du contour
- division du contour en un contour sur les parties réelle et imaginaire
l'entièreté du contour peut être divisée en un contour suivant la partie du plan complexe qui décrit l'intégrale réelle telle que choisie auparavant (on la note R), et la partie qui traverse le plan complexe (on la note I). L'intégrale sur le contour entier est la somme des intégrales sur ces deux contours.
- démonstration que l'intégrale passant par le plan complexe n'a aucun rôle dans la somme
si l'intégrale sur I peut être réduite à 0, ou si l'intégrale réelle s'avère impropre, alors si on prouve que l'intégrale sur I tend vers 0, l'intégrale sur R va tendre vers l'intégrale sur R + I.
- conclusion
si le point suivant est vérifié, alors on peut calculer directement R, l'intégrale réelle.

### Exemple 1
On considère l'intégrale
{\displaystyle \int _{-\infty }^{\infty }{\frac {1}{\left(x^{2}+1\right)^{2}}}\,\mathrm {d} x,}

Illustration du chemin utilisé dans l'exemple.

Pour le calcul, on passe par la fonction d'une variable complexe
{\displaystyle f(z)={\frac {1}{\left(z^{2}+1\right)^{2}}}}
qui présente deux singularités en i et −i. On choisit donc un contour qui contient l'intégrale réelle, par exemple un demi-cercle dont le diamètre est formé par un intervalle sur la droite réelle (allant de −a vers a, pour a réel strictement supérieur à 1) conviendrait. On note ce contour C.
Il y a deux façons de procéder, selon le théorème qu'on souhaite utiliser :
Avec la formule intégrale de Cauchy
On note que :
{\displaystyle \oint _{C}f(z)\,\mathrm {d} z=\int _{-a}^{a}f(z)\,\mathrm {d} z+\int _{\text{Arc}}f(z)\,\mathrm {d} z}
soit
{\displaystyle \int _{-a}^{a}f(z)\,\mathrm {d} z=\oint _{C}f(z)\,\mathrm {d} z-\int _{\text{Arc}}f(z)\,\mathrm {d} z.}
On observe que
{\displaystyle f(z)={\frac {1}{\left(z^{2}+1\right)^{2}}}={\frac {1}{(z+\mathrm {i} )^{2}(z-\mathrm {i} )^{2}}}.}
Comme la seule singularité contenue dans le contour est celle en i, on peut écrire
{\displaystyle f(z)={\frac {\frac {1}{(z+\mathrm {i} )^{2}}}{(z-\mathrm {i} )^{2}}},}
ce qui donne la fonction sous une forme qui permet l'application directe de la formule intégrale de Cauchy :
{\displaystyle \oint _{C}f(z)\,\mathrm {d} z=\oint _{C}{\frac {\frac {1}{(z+\mathrm {i} )^{2}}}{(z-\mathrm {i} )^{2}}}\,\mathrm {d} z=2\pi \mathrm {i} \,\left.{\frac {\mathrm {d} }{\mathrm {d} z}}{\frac {1}{(z+\mathrm {i} )^{2}}}\right|_{z=\mathrm {i} }=2\pi \mathrm {i} \left[{\frac {-2}{(z+\mathrm {i} )^{3}}}\right]_{z=\mathrm {i} }={\frac {\pi }{2}}}
On prend la dérivée première, dans les calculs précédents, car le pole est d'ordre 2. Ainsi, (z − i) est prise au carré, donc on utilise a dérivée première de f(z). Si on avait (z − i) élevé au cube, on aurait utilisé la dérivée seconde et divisé par 2!, etc. Le cas de (z − i) à la puissance 1 correspond à une dérivée d'ordre 0 — soit f(z) elle-même.
On doit montrer que l'intégrale sur le demi-cercle tend vers zéro pour a → ∞, par le lemme d'estimation
{\displaystyle \left|\int _{\text{Arc}}f(z)\,\mathrm {d} z\right|\leq L({\text{Arc}})M}
avec M un majorant de |f(z)| sur l'arc et L désignant la longueur de l'arc. Ainsi,
{\displaystyle \left|\int _{\text{Arc}}f(z)\,\mathrm {d} z\right|\leq {\frac {a\pi }{\left(a^{2}-1\right)^{2}}}\longrightarrow _{a\to \infty }0.}
Ainsi
{\displaystyle \int _{-\infty }^{\infty }{\frac {1}{\left(x^{2}+1\right)^{2}}}\,\mathrm {d} x=\int _{-\infty }^{\infty }f(z)\,\mathrm {d} z=\lim _{a\to +\infty }\int _{-a}^{a}f(z)\,\mathrm {d} z={\frac {\pi }{2}}.\quad \square }
Par le théorème des résidus
On considère la série de Laurent de f(z) en i, qui est la seule singularité à considérer. On a
{\displaystyle f(z)={\frac {-1}{4(z-\mathrm {i} )^{2}}}+{\frac {-\mathrm {i} }{4(z-\mathrm {i} )}}+{\frac {3}{16}}+{\frac {\mathrm {i} }{8}}(z-\mathrm {i} )+{\frac {-5}{64}}(z-\mathrm {i} )^{2}+\cdots }
Il est clair par l'observation que le résidu vaut −i/4, ainsi, la formule des résidus permet de conclure :
{\displaystyle \oint _{C}f(z)\,\mathrm {d} z=\oint _{C}{\frac {1}{\left(z^{2}+1\right)^{2}}}\,\mathrm {d} z=2\pi \mathrm {i} \,\operatorname {Res} _{z=\mathrm {i} }f(z)=2\pi \mathrm {i} \left(-{\frac {\mathrm {i} }{4}}\right)={\frac {\pi }{2}}\quad \square }
Remarque sur le contour
On aurait pu choisir le demi-cercle dans la partie inférieure du plan complexe, qui entoure la singularité en −i. Pour avoir l'intégrale sur l'axe réel bien orienté, il faudrait parcourir le demi-cercle dans le sens horaire, ce qui change le signe de l'intégrale complète, mais pas le résultat final sur l'intégrale réelle.

### Exemple 2 – Distribution de Cauchy
L'intégrale
{\displaystyle \int _{-\infty }^{\infty }{\frac {\mathrm {e} ^{\mathrm {i} tx}}{x^{2}+1}}\,\mathrm {d} x}
(qui apparait en théorie des probabilités comme un multiple scalaire de la fonction caractéristique de la loi de Cauchy) résiste aux techniques d'analyse élémentaire. On l'évalue en l'exprimant comme la limite d'intégrales de contour faites sur les demi-cercles dont le diamètre est formé par l'intervalle de la droite réelle entre −a et a et sur le demi-cercle centré en 0 et de rayon a, sur le demi-plan complexe des nombres de partie imaginaire positives, parcouru dans le sens anti-horaire. On prendra a plus grand que 1, de façon que l'affixe de i soit à l'intérieur de la courbe. L'intégrale de contour devient alors
{\displaystyle \int _{C}{\frac {\mathrm {e} ^{\mathrm {i} tz}}{z^{2}+1}}\,\mathrm {d} z.}
Comme eitz est une fonction entière (sans singularité sur le plan complexe), l'intégrande a des singularités aux lieux où le dénominateur z2 + 1 s'annule. La factorisation donne z2 + 1 = (z + i)(z − i), les singularités sont en  z = i ou z = −i. Seul un de ces points est dans la zone délimitée par le contour. Le résidu de f(z) en z = i est
{\displaystyle \lim _{z\to \mathrm {i} }(z-\mathrm {i} )f(z)=\lim _{z\to \mathrm {i} }(z-\mathrm {i} ){\frac {\mathrm {e} ^{\mathrm {i} tz}}{z^{2}+1}}=\lim _{z\to \mathrm {i} }(z-\mathrm {i} ){\frac {\mathrm {e} ^{\mathrm {i} tz}}{(z-\mathrm {i} )(z+\mathrm {i} )}}=\lim _{z\to \mathrm {i} }{\frac {\mathrm {e} ^{\mathrm {i} tz}}{z+\mathrm {i} }}={\frac {\mathrm {e} ^{-t}}{2\mathrm {i} }}.}
Selon le théorème des résidus, on a alors
{\displaystyle \int _{C}f(z)\,\mathrm {d} z=2\pi \mathrm {i} \operatorname {Res} _{z=\mathrm {i} }f(z)=2\pi \mathrm {i} {\frac {\mathrm {e} ^{-t}}{2\mathrm {i} }}=\pi \mathrm {e} ^{-t}.}
Le contour C peut être séparé en une partie "droite" et un arc, donc
{\displaystyle \int _{\text{droite}}+\int _{\text{arc}}=\pi \mathrm {e} ^{-t},}
est donc
{\displaystyle \int _{-a}^{a}=\pi \mathrm {e} ^{-t}-\int _{\text{arc}}.}
Selon le lemme de Jordan, si t > 0 alors
{\displaystyle \int _{\text{arc}}{\frac {\mathrm {e} ^{\mathrm {i} tz}}{z^{2}+1}}\,\mathrm {d} z\rightarrow 0{\mbox{ pour }}a\rightarrow \infty .}
Ainsi, si t > 0 alors
{\displaystyle \int _{-\infty }^{\infty }{\frac {\mathrm {e} ^{\mathrm {i} tx}}{x^{2}+1}}\,\mathrm {d} x=\pi \mathrm {e} ^{-t}.}
Un argument similaire avec un arc qui tourne autour de −i au lieu de i montre que si t < 0 alors
{\displaystyle \int _{-\infty }^{\infty }{\frac {\mathrm {e} ^{\mathrm {i} tx}}{x^{2}+1}}\,\mathrm {d} x=\pi \mathrm {e} ^{t},}
ainsi, on obtient:
{\displaystyle \int _{-\infty }^{\infty }{\frac {\mathrm {e} ^{\mathrm {i} tx}}{x^{2}+1}}\,\mathrm {d} x=\pi \mathrm {e} ^{-|t|}.\quad \square }
(Si t = 0 alors l'intégrale peut être calculée grâce à l'analyse réelle et vaut π.)

### Exemple 3 – intégrales trigonométriques
Certaines substitutions peuvent être aux intégrales impliquant des fonctions trigonométriques, ainsi l'intégrande est transformé en une fonction rationnelle d'une variable complexe et on peut appliquer les méthodes vues au-dessus pour calculer l'intégrale.
On peut considérer par exemple
{\displaystyle \int _{-\pi }^{\pi }{\frac {1}{1+3(\cos t)^{2}}}\,\mathrm {d} t.}
On veut faire une substitution de z = eit. On applique la formule d'Euler
{\displaystyle \cos t={\frac {1}{2}}\left(\mathrm {e} ^{\mathrm {i} t}+\mathrm {e} ^{-\mathrm {i} t}\right)={\frac {1}{2}}\left(z+{\frac {1}{z}}\right)}
et donc
{\displaystyle {\frac {\mathrm {d} z}{\mathrm {d} t}}=\mathrm {i} z,\ \mathrm {d} t={\frac {\mathrm {d} z}{\mathrm {i} z}}.}
On considère C le cercle unité, ce qui donne par substitution :
{\displaystyle {\begin{aligned}\oint _{C}{\frac {1}{1+3\left({\frac {1}{2}}\left(z+{\frac {1}{z}}\right)\right)^{2}}}\,{\frac {\mathrm {d} z}{\mathrm {i} z}}&=\oint _{C}{\frac {1}{1+{\frac {3}{4}}\left(z+{\frac {1}{z}}\right)^{2}}}{\frac {1}{\mathrm {i} z}}\,\mathrm {d} z\\&=\oint _{C}{\frac {-\mathrm {i} }{z+{\frac {3}{4}}z\left(z+{\frac {1}{z}}\right)^{2}}}\,\mathrm {d} z\\&=-\mathrm {i} \oint _{C}{\frac {\mathrm {d} z}{z+{\frac {3}{4}}z\left(z^{2}+2+{\frac {1}{z^{2}}}\right)}}\\&=-\mathrm {i} \oint _{C}{\frac {\mathrm {d} z}{z+{\frac {3}{4}}\left(z^{3}+2z+{\frac {1}{z}}\right)}}\\&=-\mathrm {i} \oint _{C}{\frac {\mathrm {d} z}{{\frac {3}{4}}z^{3}+{\frac {5}{2}}z+{\frac {3}{4z}}}}\\&=-\mathrm {i} \oint _{C}{\frac {4}{3z^{3}+10z+{\frac {3}{z}}}}\,\mathrm {d} z\\&=-4\mathrm {i} \oint _{C}{\frac {\mathrm {d} z}{3z^{3}+10z+{\frac {3}{z}}}}\\&=-4\mathrm {i} \oint _{C}{\frac {z}{3z^{4}+10z^{2}+3}}\,\mathrm {d} z\\&=-4\mathrm {i} \oint _{C}{\frac {z}{3\left(z+\mathrm {i} {\sqrt {3}}\right)\left(z-\mathrm {i} {\sqrt {3}}\right)\left(z+{\frac {\mathrm {i} }{\sqrt {3}}}\right)\left(z-{\frac {\mathrm {i} }{\sqrt {3}}}\right)}}\,\mathrm {d} z\\&=-{\frac {4\mathrm {i} }{3}}\oint _{C}{\frac {z}{\left(z+\mathrm {i} {\sqrt {3}}\right)\left(z-\mathrm {i} {\sqrt {3}}\right)\left(z+{\frac {\mathrm {i} }{\sqrt {3}}}\right)\left(z-{\frac {\mathrm {i} }{\sqrt {3}}}\right)}}\,\mathrm {d} z.\end{aligned}}}
Les singularités à considérer sont en {\displaystyle {\tfrac {\pm \mathrm {i} }{\sqrt {3}}}.} Soit C1 un petit cercle autour de {\displaystyle {\tfrac {\mathrm {i} }{\sqrt {3}}},} et C2 un petit cercle autour de {\displaystyle {\tfrac {-\mathrm {i} }{\sqrt {3}}}.} On en déduit :
{\displaystyle {\begin{aligned}&-{\frac {4\mathrm {i} }{3}}\left[\oint _{C_{1}}{\frac {\frac {z}{\left(z+\mathrm {i} {\sqrt {3}}\right)\left(z-\mathrm {i} {\sqrt {3}}\right)\left(z+{\frac {\mathrm {i} }{\sqrt {3}}}\right)}}{z-{\frac {\mathrm {i} }{\sqrt {3}}}}}\,\mathrm {d} z+\oint _{C_{2}}{\frac {\frac {z}{\left(z+\mathrm {i} {\sqrt {3}}\right)\left(z-\mathrm {i} {\sqrt {3}}\right)\left(z-{\frac {\mathrm {i} }{\sqrt {3}}}\right)}}{z+{\frac {\mathrm {i} }{\sqrt {3}}}}}\,\mathrm {d} z\right]\\={}&-{\frac {4\mathrm {i} }{3}}\left[2\pi \mathrm {i} \left[{\frac {z}{\left(z+\mathrm {i} {\sqrt {3}}\right)\left(z-\mathrm {i} {\sqrt {3}}\right)\left(z+{\frac {\mathrm {i} }{\sqrt {3}}}\right)}}\right]_{z={\frac {\mathrm {i} }{\sqrt {3}}}}+2\pi \mathrm {i} \left[{\frac {z}{\left(z+\mathrm {i} {\sqrt {3}}\right)\left(z-\mathrm {i} {\sqrt {3}}\right)\left(z-{\frac {\mathrm {i} }{\sqrt {3}}}\right)}}\right]_{z=-{\frac {\mathrm {i} }{\sqrt {3}}}}\right]\\={}&{\frac {8\pi }{3}}\left[{\frac {\frac {\mathrm {i} }{\sqrt {3}}}{\left({\frac {\mathrm {i} }{\sqrt {3}}}+\mathrm {i} {\sqrt {3}}\right)\left({\frac {\mathrm {i} }{\sqrt {3}}}-\mathrm {i} {\sqrt {3}}\right)\left({\frac {\mathrm {i} }{\sqrt {3}}}+{\frac {\mathrm {i} }{\sqrt {3}}}\right)}}+{\frac {-{\frac {\mathrm {i} }{\sqrt {3}}}}{\left(-{\frac {\mathrm {i} }{\sqrt {3}}}+\mathrm {i} {\sqrt {3}}\right)\left(-{\frac {\mathrm {i} }{\sqrt {3}}}-\mathrm {i} {\sqrt {3}}\right)\left(-{\frac {\mathrm {i} }{\sqrt {3}}}-{\frac {\mathrm {i} }{\sqrt {3}}}\right)}}\right]\\={}&{\frac {8\pi }{3}}\left[{\frac {\frac {\mathrm {i} }{\sqrt {3}}}{\left({\frac {4}{\sqrt {3}}}\mathrm {i} \right)\left(-{\frac {2}{\mathrm {i} {\sqrt {3}}}}\right)\left({\frac {2}{\mathrm {i} {\sqrt {3}}}}\right)}}+{\frac {-{\frac {\mathrm {i} }{\sqrt {3}}}}{\left({\frac {2}{\sqrt {3}}}\mathrm {i} \right)\left(-{\frac {4}{\sqrt {3}}}\mathrm {i} \right)\left(-{\frac {2}{\sqrt {3}}}\mathrm {i} \right)}}\right]\\={}&{\frac {8\pi }{3}}\left[{\frac {\frac {\mathrm {i} }{\sqrt {3}}}{\mathrm {i} \left({\frac {4}{\sqrt {3}}}\right)\left({\frac {2}{\sqrt {3}}}\right)\left({\frac {2}{\sqrt {3}}}\right)}}+{\frac {-{\frac {\mathrm {i} }{\sqrt {3}}}}{-\mathrm {i} \left({\frac {2}{\sqrt {3}}}\right)\left({\frac {4}{\sqrt {3}}}\right)\left({\frac {2}{\sqrt {3}}}\right)}}\right]\\={}&{\frac {8\pi }{3}}\left[{\frac {\frac {1}{\sqrt {3}}}{\left({\frac {4}{\sqrt {3}}}\right)\left({\frac {2}{\sqrt {3}}}\right)\left({\frac {2}{\sqrt {3}}}\right)}}+{\frac {\frac {1}{\sqrt {3}}}{\left({\frac {2}{\sqrt {3}}}\right)\left({\frac {4}{\sqrt {3}}}\right)\left({\frac {2}{\sqrt {3}}}\right)}}\right]\\={}&{\frac {8\pi }{3}}\left[{\frac {\frac {1}{\sqrt {3}}}{\frac {16}{3{\sqrt {3}}}}}+{\frac {\frac {1}{\sqrt {3}}}{\frac {16}{3{\sqrt {3}}}}}\right]\\={}&{\frac {8\pi }{3}}\left[{\frac {3}{16}}+{\frac {3}{16}}\right]\\={}&\pi .\end{aligned}}}

### Exemple 3a – intégrales trigonométriques
La méthode décrite ici est utile pour les intégrales de la forme
{\displaystyle \int _{0}^{2\pi }{\frac {P\left(\sin(t),\sin(2t),\ldots ,\cos(t),\cos(2t),\ldots \right)}{Q\left(\sin(t),\sin(2t),\ldots ,\cos(t),\cos(2t),\ldots \right)}}\,\mathrm {d} t}
où P et Q sont des polynômes, i.e. une fonction rationnelle de termes trigonométrique est intégrée. On notera que les bornes d'intégration peuvent être π est -π, comme dans l'exemple, ou les extrémités tout intervalle de longueur 2π.
L'astuce est d'utiliser la substitution z = eit où dz = ieit dt et donc
{\displaystyle {\frac {1}{\mathrm {i} z}}\,\mathrm {d} z=\mathrm {d} t.}
Cette substitution envoie l'intervalle [0, 2π] sur le cercle unité. De plus,
{\displaystyle \sin(kt)={\frac {\mathrm {e} ^{\mathrm {i} kt}-\mathrm {e} ^{-\mathrm {i} kt}}{2\mathrm {i} }}={\frac {z^{k}-z^{-k}}{2i}}}
et
{\displaystyle \cos(kt)={\frac {\mathrm {e} ^{\mathrm {i} kt}+\mathrm {e} ^{-\mathrm {i} kt}}{2}}={\frac {z^{k}+z^{-k}}{2}}}
de sorte qu'une fonction rational f(z) en z résulte de la substitution, est l'intégrale devient
{\displaystyle \oint _{|z|=1}f(z){\frac {1}{\mathrm {i} z}}\,\mathrm {d} z}
qui à son tour se calcule en sommant les résidus de f(z)1/iz dans le cercle unité.
On prend par exemple l'intégrale
{\displaystyle I=\int _{0}^{\frac {\pi }{2}}{\frac {1}{1+(\sin t)^{2}}}\,\mathrm {d} t.}
On doit d'abord voir que
{\displaystyle I={\frac {1}{4}}\int _{0}^{2\pi }{\frac {1}{1+(\sin t)^{2}}}\,\mathrm {d} t.}
La substitution donne
{\displaystyle {\frac {1}{4}}\oint _{|z|=1}{\frac {4\mathrm {i} z}{z^{4}-6z^{2}+1}}\,\mathrm {d} z=\oint _{|z|=1}{\frac {\mathrm {i} z}{z^{4}-6z^{2}+1}}\,\mathrm {d} z.}
Les poles de cette fonction sont en 1 ± √2 et −1 ± √2. De ces quatre poles, 1 + √2 et −1 − √2 sont hors du cercle unité (en rouge), mais 1 − √2 et −1 + √2 (en bleu) sont à l'intérieur. Les résidus correspondants sont tous deux égaux à −i√2/16, ainsi l'intégrale vaut
{\displaystyle I=2\pi \mathrm {i} \times 2\times \left(-{\frac {\sqrt {2}}{16}}\mathrm {i} \right)=\pi {\frac {\sqrt {2}}{4}}.}

### Exemple 4 – intégrales sur branches
On considère l'intégrale réelle
{\displaystyle \int _{0}^{\infty }{\frac {\sqrt {x}}{x^{2}+6x+8}}\,\mathrm {d} x.}
On peut d'abord commencer par poser l'intégrale de contour
{\displaystyle \int _{C}{\frac {\sqrt {z}}{z^{2}+6z+8}}\,\mathrm {d} z=I.}
Si les résultats utilisés pour le calcul des résidus restent les mêmes, il faut noter que z1/2 = e(Log z)/2, donc z1/2 a un point de branchement, ce qui doit être pris en compte dans le choix du contour C. Normalement le branchement du logarithme est définie comme le demi-axe réel négatif, cependant, ce choix rend le calcul de l'intégrale un peu compliqué, donc on choisira le demi-axe réel positif.
On utilise alors le contour du "trou de serrure", formé d'un petit cercle ouvert de rayon ε, s'étendant sur un segment parallèle au demi-axe jusqu'à un autre cercle ouvert.
Notons que z = −2 et z = −4 sont dans le grand cercle. Ce sont les deux poles restants, dérivables en factorisant le dénominateur de l'intégrande. Le point de branchement en z = 0 est évité en le contournant.
Soit γ le petit cercle de rayon ε, Γ le plus grand, de rayon R, alors
{\displaystyle \int _{C}=\int _{\varepsilon }^{R}+\int _{\Gamma }+\int _{R}^{\varepsilon }+\int _{\gamma }.}
On peut voir que les intégrales sur Γ et γ tendent toutes deux vers 0 pour ε → 0 et R → ∞, par une estimation donnée au-dessus, ce qui laisse deux termes. Comme z1/2 = e(Log z)/2, sur le contour hors du branchement, on a gagné 2π en argument le long de γ. (Par l'identité d'Euler, eiπ représente le vecteur unité, donc a un log égal à π, ce qui correspond à l'argument de z. Le coefficient de 1/2 force à utiliser 2π.) Ainsi
{\displaystyle {\begin{aligned}\int _{R}^{\varepsilon }{\frac {\sqrt {z}}{z^{2}+6z+8}}\,\mathrm {d} z&=\int _{R}^{\varepsilon }{\frac {\mathrm {e} ^{{\frac {1}{2}}\operatorname {Log} z}}{z^{2}+6z+8}}\,\mathrm {d} z\\[6pt]&=\int _{R}^{\varepsilon }{\frac {\mathrm {e} ^{{\frac {1}{2}}(\log |z|+\mathrm {i} \arg {z})}}{z^{2}+6z+8}}\,\mathrm {d} z\\[6pt]&=\int _{R}^{\varepsilon }{\frac {\mathrm {e} ^{{\frac {1}{2}}\log |z|}e^{{\frac {1}{2}}(2\pi \mathrm {i} )}}{z^{2}+6z+8}}\,\mathrm {d} z\\[6pt]&=\int _{R}^{\varepsilon }{\frac {\mathrm {e} ^{{\frac {1}{2}}\log |z|}e^{\pi \mathrm {i} }}{z^{2}+6z+8}}\,\mathrm {d} z\\[6pt]&=\int _{R}^{\varepsilon }{\frac {-{\sqrt {z}}}{z^{2}+6z+8}}\,\mathrm {d} z\\[6pt]&=\int _{\varepsilon }^{R}{\frac {\sqrt {z}}{z^{2}+6z+8}}\,\mathrm {d} z.\end{aligned}}}
Ainsi :
{\displaystyle \int _{C}{\frac {\sqrt {z}}{z^{2}+6z+8}}\,\mathrm {d} z=2\int _{0}^{\infty }{\frac {\sqrt {x}}{x^{2}+6x+8}}\,\mathrm {d} x.}
Avec le théorème des résidus ou la formule intégrale de Cauchy (d'abord en la méthode des fractions partielles pour dériver une somme de deux intégrales de contour simples) on obtient
{\displaystyle \pi \mathrm {i} \left({\frac {\mathrm {i} }{\sqrt {2}}}-\mathrm {i} \right)=\int _{0}^{\infty }{\frac {\sqrt {x}}{x^{2}+6x+8}}\,\mathrm {d} x=\pi \left(1-{\frac {1}{\sqrt {2}}}\right).\quad \square }

### Exemple 5 – le carré du logarithme
Cette section traite des intégrales semblables à l'exemple suivant :
{\displaystyle \int _{0}^{\infty }{\frac {\log x}{\left(1+x^{2}\right)^{2}}}\,\mathrm {d} x.}
Pour le calcul des intégrales, on utilise la fonction
{\displaystyle f(z)=\left({\frac {\log z}{1+z^{2}}}\right)^{2}}
et la branche du logarithme correspond à −π < arg(z) ≤ π.
On va calculer l'intégrale de f(z) le long du contour "trou de serrure" décrit en image. Comme il s'avère que cette intégrale est un multiple de l'intégrale initiale et par le théorème des résidus, on a
{\displaystyle {\begin{aligned}\left(\int _{R}+\int _{M}+\int _{N}+\int _{r}\right)f(z)\,\mathrm {d} z&=2\pi \mathrm {i} \left(\operatorname {Res} _{z=i}f(z)+\operatorname {Res} _{z=-i}f(z)\right)\\&=2\pi \mathrm {i} \left(-{\frac {\pi }{4}}+{\frac {1}{16}}\mathrm {i} \pi ^{2}-{\frac {\pi }{4}}-{\frac {1}{16}}\mathrm {i} \pi ^{2}\right)\\&=-\mathrm {i} \pi ^{2}.\end{aligned}}}
Soit R le rayon du grand cercle, et r le rayon du petit. On note le segment supérieur M, et N le segment inférieur. Comme auparavant, on prend la limite en R → ∞ et r → 0. Les contributions sur les deux cercles tendent à s'annuler. Par exemple, on peut majorer, par le lemme d'estimation avec :
{\displaystyle \left|\int _{R}f(z)\,\mathrm {d} z\right|\leq 2\pi R{\frac {(\log R)^{2}+\pi ^{2}}{\left(R^{2}-1\right)^{2}}}\to 0.}
Afin de calculer les contributions de M et N on pose z = −x + iε sur M et z = −x − iε sur N, avec 0 < x < +∞:
{\displaystyle {\begin{aligned}-\mathrm {i} \pi ^{2}&=\left(\int _{R}+\int _{M}+\int _{N}+\int _{r}\right)f(z)\,\mathrm {d} z\\[6pt]&=\left(\int _{M}+\int _{N}\right)f(z)\,\mathrm {d} z&&\int _{R},\int _{r}\rightarrow 0\\[6pt]&=-\int _{\infty }^{0}\left({\frac {\log(-x+\mathrm {i} \varepsilon )}{1+(-x+\mathrm {i} \varepsilon )^{2}}}\right)^{2}\,\mathrm {d} x-\int _{0}^{\infty }\left({\frac {\log(-x-\mathrm {i} \varepsilon )}{1+(-x-i\varepsilon )^{2}}}\right)^{2}\,\mathrm {d} x\\[6pt]&=\int _{0}^{\infty }\left({\frac {\log(-x+\mathrm {i} \varepsilon )}{1+(-x+\mathrm {i} \varepsilon )^{2}}}\right)^{2}\,\mathrm {d} x-\int _{0}^{\infty }\left({\frac {\log(-x-\mathrm {i} \varepsilon )}{1+(-x-i\varepsilon )^{2}}}\right)^{2}\,\mathrm {d} x\\[6pt]&=\int _{0}^{\infty }\left({\frac {\log x+\mathrm {i} \pi }{1+x^{2}}}\right)^{2}\,\mathrm {d} x-\int _{0}^{\infty }\left({\frac {\log x-\mathrm {i} \pi }{1+x^{2}}}\right)^{2}\,\mathrm {d} x&&\varepsilon \to 0\\&=\int _{0}^{\infty }{\frac {(\log x+\mathrm {i} \pi )^{2}-(\log x-\mathrm {i} \pi )^{2}}{\left(1+x^{2}\right)^{2}}}\,\mathrm {d} x\\[6pt]&=\int _{0}^{\infty }{\frac {4\pi \mathrm {i} \log x}{\left(1+x^{2}\right)^{2}}}\,\mathrm {d} x\\[6pt]&=4\pi \mathrm {i} \int _{0}^{\infty }{\frac {\log x}{\left(1+x^{2}\right)^{2}}}\,\mathrm {d} x\end{aligned}}}
ce qui donne
{\displaystyle \int _{0}^{\infty }{\frac {\log x}{\left(1+x^{2}\right)^{2}}}\,\mathrm {d} x=-{\frac {\pi }{4}}.}

### Exemple 6 – logarithmes et le résidu à l'infini
On veut évaluer
{\displaystyle I=\int _{0}^{3}{\frac {x^{\frac {3}{4}}(3-x)^{\frac {1}{4}}}{5-x}}\,\mathrm {d} x.}
ce qui implique de considérer
{\displaystyle f(z)=z^{\frac {3}{4}}(3-z)^{\frac {1}{4}}.}
On construit f(z) telle qu'il y ait un branchement sur [0, 3], en rouge dans le schéma. Pour ce faire, on choisit deux branchements du logarithme, ce qui donne
{\displaystyle z^{\frac {3}{4}}=\exp \left({\frac {3}{4}}\log z\right)\quad {\mbox{avec}}\quad -\pi \leq \arg z<\pi }
et
{\displaystyle (3-z)^{\frac {1}{4}}=\exp \left({\frac {1}{4}}\log(3-z)\right)\quad {\mbox{avec}}\quad 0\leq \arg(3-z)<2\pi .}
Le branchement de z3/4 est donc ]−∞, 0] et le branchement de (3 − z)1/4 est ]−∞, 3]. Il est simple de voir que le branchement du produit des deux, i.e. f(z), est [0, 3], car f(z) est en fait continue sur ]−∞, 0[. Ceci apparait pour z = −r < 0 et quand on approche le branchement par au-dessus, f(z) a la valeur
{\displaystyle r^{\frac {3}{4}}\mathrm {e} ^{{\frac {3}{4}}\mathrm {i} \pi }(3+r)^{\frac {1}{4}}\mathrm {e} ^{{\frac {2}{4}}\mathrm {i} \pi }=r^{\frac {3}{4}}(3+r)^{\frac {1}{4}}\mathrm {e} ^{{\frac {5}{4}}\mathrm {i} \pi }.}
En l'approchant par en-dessous, f(z) a la valeur
{\displaystyle r^{\frac {3}{4}}\mathrm {e} ^{-{\frac {3}{4}}\mathrm {i} \pi }(3+r)^{\frac {1}{4}}\mathrm {e} ^{{\frac {0}{4}}\mathrm {i} \pi }=r^{\frac {3}{4}}(3+r)^{\frac {1}{4}}\mathrm {e} ^{-{\frac {3}{4}}\mathrm {i} \pi }.}
Mais
{\displaystyle \mathrm {e} ^{-{\frac {3}{4}}\mathrm {i} \pi }=\mathrm {e} ^{{\frac {5}{4}}\mathrm {i} \pi },}
donc il y a continuité à travers le branchement. C'est illustré dans le schéma, où les deux cercles noirs orientés sont notés avec la valeur correspondante de l'argument du logarithme dans z3/4 et (3 − z)1/4.
On utilise le contour en vert dans le schéma. Pour faire cela, on doit calculer la valeur de f(z) le long des segments juste au-dessus et en-dessous du branchement.
Soit z = r (à la limite, i.e. quand les deux cercles verts se réduisent vers un point), où 0 ≤ r ≤ 3. Le long du segment d'au-dessus, on trouve que f(z) a la valeur
{\displaystyle r^{\frac {3}{4}}\mathrm {e} ^{{\frac {0}{4}}\mathrm {i} \pi }(3-r)^{\frac {1}{4}}\mathrm {e} ^{{\frac {2}{4}}\mathrm {i} \pi }=\mathrm {i} r^{\frac {3}{4}}(3-r)^{\frac {1}{4}}}
et le long du segment d'en-dessous,
{\displaystyle r^{\frac {3}{4}}\mathrm {e} ^{{\frac {0}{4}}\mathrm {i} \pi }(3-r)^{\frac {1}{4}}\mathrm {e} ^{{\frac {0}{4}}\mathrm {i} \pi }=r^{\frac {3}{4}}(3-r)^{\frac {1}{4}}.}
Il suit que l'intégrale de f(z)/5 − z le long du segment vaut −iI à la limite, et le long du segment d'en-dessous, I.
Si on peut montrer que les intégrale sur les deux cercles s'annulent à la limite, alors on a également la valeur de I, par le théorème des résidus. On note ρ le rayon des cercles verts, avec ρ < 0,001 et ρ → 0, pour appliquer le lemme d'estimation. Pour le cercle de gauche CL on obtient
{\displaystyle \left|\int _{C_{\mathrm {L} }}{\frac {f(z)}{5-z}}\mathrm {d} z\right|\leq 2\pi \rho {\frac {\rho ^{\frac {3}{4}}3.001^{\frac {1}{4}}}{4.999}}\in {\mathcal {O}}\left(\rho ^{\frac {7}{4}}\right)\to 0.}
De même, sur le cercle à droite CR, on a
{\displaystyle \left|\int _{C_{\mathrm {R} }}{\frac {f(z)}{5-z}}\mathrm {d} z\right|\leq 2\pi \rho {\frac {3.001^{\frac {3}{4}}\rho ^{\frac {1}{4}}}{1.999}}\in {\mathcal {O}}\left(\rho ^{\frac {5}{4}}\right)\to 0.}
Avec le théorème des résidus, on a
{\displaystyle (-\mathrm {i} +1)I=-2\mathrm {i} \pi \left(\operatorname {Res} _{z=5}{\frac {f(z)}{5-z}}+\operatorname {Res} _{z=\infty }{\frac {f(z)}{5-z}}\right).}
où le signe moins vient que le chemin autour des résidus est parcouru dans le sens horaire. En utilisant la branche du logarithme défini plus tôt, on trouve
{\displaystyle \operatorname {Res} _{z=5}{\frac {f(z)}{5-z}}=-5^{\frac {3}{4}}\mathrm {e} ^{{\frac {1}{4}}\log(-2)}.}
Le pole est montré en bleu sur le schéma. La valeur se simplifie en
{\displaystyle -5^{\frac {3}{4}}\mathrm {e} ^{{\frac {1}{4}}(\log 2+\mathrm {i} \pi )}=-\mathrm {e} ^{{\frac {1}{4}}\mathrm {i} \pi }5^{\frac {3}{4}}2^{\frac {1}{4}}.}
On utilise la formule suivante pour les résidus à l'infini :
{\displaystyle \operatorname {Res} _{z=\infty }h(z)=\operatorname {Res} _{z=0}\left(-{\frac {1}{z^{2}}}h\left({\frac {1}{z}}\right)\right).}
Par substitution, on trouve
{\displaystyle {\frac {1}{5-{\frac {1}{z}}}}=-z\left(1+5z+5^{2}z^{2}+5^{3}z^{3}+\cdots \right)}
et
{\displaystyle \left({\frac {1}{z^{3}}}\left(3-{\frac {1}{z}}\right)\right)^{\frac {1}{4}}={\frac {1}{z}}(3z-1)^{\frac {1}{4}}={\frac {1}{z}}\mathrm {e} ^{{\frac {1}{4}}\mathrm {i} \pi }(1-3z)^{\frac {1}{4}},}
en utilisant l'égalité −1 = eiπ sur la deuxième branche du logarithme. Ensuite, on applique le développement binomial, qui donne
{\displaystyle {\frac {1}{z}}\mathrm {e} ^{{\frac {1}{4}}\mathrm {i} \pi }\left(1-{1/4 \choose 1}3z+{1/4 \choose 2}3^{2}z^{2}-{1/4 \choose 3}3^{3}z^{3}+\cdots \right).}
On en conclut
{\displaystyle \operatorname {Res} _{z=\infty }{\frac {f(z)}{5-z}}=\mathrm {e} ^{{\frac {1}{4}}\mathrm {i} \pi }\left(5-{\frac {3}{4}}\right)=\mathrm {e} ^{{\frac {1}{4}}\mathrm {i} \pi }{\frac {17}{4}}.}
Enfin, il suit que la valeur de I est de
{\displaystyle I=2\pi \mathrm {i} {\frac {\mathrm {e} ^{{\frac {1}{4}}\mathrm {i} \pi }}{-1+\mathrm {i} }}\left({\frac {17}{4}}-5^{\frac {3}{4}}2^{\frac {1}{4}}\right)=2\pi 2^{-{\frac {1}{2}}}\left({\frac {17}{4}}-5^{\frac {3}{4}}2^{\frac {1}{4}}\right)}
dont on tire
{\displaystyle I={\frac {\pi }{2{\sqrt {2}}}}\left(17-5^{\frac {3}{4}}2^{\frac {9}{4}}\right)={\frac {\pi }{2{\sqrt {2}}}}\left(17-40^{\frac {3}{4}}\right).}

## Évaluation par le théorème des résidus
Par le théorème des résidus, on peut évaluer des intégrales sur un contour fermé. On donne ici des exemples d'évaluation d'intégrales de contour par ce résultat.
Un premier exemple étudié sera
{\displaystyle \oint _{C}{\frac {\mathrm {e} ^{z}}{z^{3}}}\,\mathrm {d} z}
On rappelle que le théorème dit que
{\displaystyle \oint _{C}f(z)=2\pi \mathrm {i} \cdot \sum \operatorname {Res} (f,a_{k}),}
avec Res désignant le résidu de f(z).
Ici, f(z) a un unique pole en 0. De là, on peut déterminer le résidu de f(z) qui vaut 1/2.
{\displaystyle {\begin{aligned}\oint _{C}f(z)&=\oint _{C}{\frac {\mathrm {e} ^{z}}{z^{3}}}\\&=2\pi \mathrm {i} \cdot \operatorname {Res} _{z=0}f(z)\\&=2\pi \mathrm {i} \operatorname {Res} _{z=0}{\frac {\mathrm {e} ^{z}}{z^{3}}}\\&=2\pi \mathrm {i} \cdot {\frac {1}{2}}\\&=\pi \mathrm {i} \end{aligned}}}
Le théorème des résidus permet de conclure :
{\displaystyle \oint _{C}{\frac {\mathrm {e} ^{z}}{z^{3}}}\,\mathrm {d} z=\pi \mathrm {i} .}

## Intégrales de contour multivariées
Pour calculer des intégrales de contour multivariées (i.e. des intégrales de surface, des intégrales de volume complexes ou des intégrales d'ordre élevé), on doit utiliser le théorème de la divergence. On supposera d'abord qu'on peut permuter ∇ avec Div, qui apparaissent dans la divergence du champ de vecteurs noté F. Ce théorème dit :
{\displaystyle \underbrace {\int \cdots \int _{U}} _{n}\operatorname {div} (\mathbf {F} )\,\mathrm {d} V=\underbrace {\oint \cdots \oint _{\partial U}} _{n-1}\mathbf {F} \cdot \mathbf {n} \,\mathrm {d} S}
De plus, on doit aussi évaluer ∇ • F, qui est une notation alternative de div(F). La divergence de toute dimension peut être décrite comme
{\displaystyle {\begin{aligned}\operatorname {div} (\mathbf {F} )&=\nabla \cdot \mathbf {F} \\&=\left({\frac {\partial }{\partial u}},{\frac {\partial }{\partial x}},{\frac {\partial }{\partial y}},{\frac {\partial }{\partial z}},\dots \right)\cdot (F_{u},F_{x},F_{y},F_{z},\dots )\\&=\left({\frac {\partial F_{u}}{\partial u}}+{\frac {\partial F_{x}}{\partial x}}+{\frac {\partial F_{y}}{\partial y}}+{\frac {\partial F_{z}}{\partial z}}+\cdots \right)\end{aligned}}}

### Exemple 1
Soit le champ de vecteurs F = sin(2x) + sin(2y) + sin(2z), dans le pavé
{\displaystyle {0\leq x\leq 1}\ ,\ {0\leq y\leq 3}\ ,\ {-1\leq z\leq 4}}
L'intégrale de contour double correspondante sera définie comme:
{\displaystyle \int \!\!\!\!\!\!\!\subset \!\!\!\supset \!\!\!\!\!\!\!\int _{S}\mathbf {F} \cdot \mathbf {n} \,\mathrm {d} S}
On évalue maintenant ∇ • F, par l'intégrale triple correspondante :
{\displaystyle {\begin{aligned}\int \!\!\!\!\!\!\!\subset \!\!\!\supset \!\!\!\!\!\!\!\int _{S}\mathbf {F} \cdot \mathbf {n} \,\mathrm {d} S&=\int \!\!\!\!\!\int \!\!\!\!\!\int _{V}\left({\frac {\partial F_{x}}{\partial x}}+{\frac {\partial F_{y}}{\partial y}}+{\frac {\partial F_{z}}{\partial z}}\right)\,\mathrm {d} V\\[6pt]&=\int \!\!\!\!\!\int \!\!\!\!\!\int _{V}\left({\frac {\partial \sin(2x)}{\partial x}}+{\frac {\partial \sin(2y)}{\partial y}}+{\frac {\partial \sin(2z)}{\partial z}}\right)\,\mathrm {d} V\\[6pt]&=\int \!\!\!\!\!\int \!\!\!\!\!\int _{V}2\left(\cos(2x)+\cos(2y)+\cos(2z)\right)\,\mathrm {d} V\\[6pt]&=\int _{0}^{1}\int _{0}^{3}\int _{-1}^{4}2(\cos(2x)+\cos(2y)+\cos(2z))\,\mathrm {d} x\,\mathrm {d} y\,\mathrm {d} z\\[6pt]&=\int _{0}^{1}\int _{0}^{3}(10\cos(2y)+\sin(8)+\sin(2)+10\cos(z))\,\mathrm {d} y\,\mathrm {d} z\\[6pt]&=\int _{0}^{1}(30\cos(2z)+3\sin(2)+3\sin(8)+5\sin(6))\,\mathrm {d} z\\[6pt]&=18\sin(2)+3\sin(8)+5\sin(6)\end{aligned}}}

### Exemple 2
On considère le champ de vecteurs F = u4 + x5 + y6 + z-3, et n désigne la quatrième dimension. On borne ce champ de vecteurs par le pavé :
{\displaystyle {0\leq x\leq 1}\ ,\ {-10\leq y\leq 2\pi }\ ,\ {4\leq z\leq 5}\ ,\ {-1\leq u\leq 3}}
On utilise donc le théorème de la divergence. Un élément de volume est donc dV = dx dy dz du.
{\displaystyle {\begin{aligned}\int \!\!\!\!\!\!\!\subset \!\!\!\!\!\int \!\!\!\!\!\supset \!\!\!\!\!\!\!\int _{S}\mathbf {F} \cdot \mathbf {n} \,\mathrm {d} S&=\iiiint _{V}\left({\frac {\partial F_{u}}{\partial u}}+{\frac {\partial F_{x}}{\partial x}}+{\frac {\partial F_{y}}{\partial y}}+{\frac {\partial F_{z}}{\partial z}}\right)\,\mathrm {d} V\\[6pt]&=\iiiint _{V}\left({\frac {\partial u^{4}}{\partial u}}+{\frac {\partial x^{5}}{\partial x}}+{\frac {\partial y^{6}}{\partial y}}+{\frac {\partial z^{-3}}{\partial z}}\right)\,\mathrm {d} V\\[6pt]&=\iiiint _{V}{\frac {4u^{3}z^{4}+5x^{4}z^{4}+5y^{4}z^{4}-3}{z^{4}}}\,\mathrm {d} V\\[6pt]&=\iiiint _{V}{\frac {4u^{3}z^{4}+5x^{4}z^{4}+5y^{4}z^{4}-3}{z^{4}}}\,\mathrm {d} V\\[6pt]&=\int _{0}^{1}\int _{-10}^{2\pi }\int _{4}^{5}\int _{-1}^{3}{\frac {4u^{3}z^{4}+5x^{4}z^{4}+5y^{4}z^{4}-3}{z^{4}}}\,\mathrm {d} V\\[6pt]&=\int _{0}^{1}\int _{-10}^{2\pi }\int _{4}^{5}\left({\frac {4(3u^{4}z^{3}+3y^{6}+91z^{3}+3)}{3z^{3}}}\right)\,\mathrm {d} y\,\mathrm {d} z\,\mathrm {d} u\\[6pt]&=\int _{0}^{1}\int _{-10}^{2\pi }\left(4u^{4}+{\frac {743440}{21}}+{\frac {4}{z^{3}}}\right)\,\mathrm {d} z\,\mathrm {d} u\\[6pt]&=\int _{0}^{1}\left(-{\frac {1}{2\pi ^{2}}}+{\frac {1486880\pi }{21}}+8\pi u^{4}+40u^{4}+{\frac {371720021}{1050}}\right)\,\mathrm {d} u\\[6pt]&={\frac {371728421}{1050}}+{\frac {14869136\pi ^{3}-105}{210\pi ^{2}}}\\[6pt]&\approx {576468,77}\end{aligned}}}
On peut ainsi évaluer une intégrale de contour de la quatrième dimension.

## Représentation intégrale
Une représentation intégrale de fonction est une expression de la fonction impliquée dans une intégrale de contour. Plusieurs représentations intégrales sont connus pour de nombreuses fonctions spéciales. Les représentations intégrales peuvent être importantes pour des raisons théoriques, e.g. obtenir des prolongements analytiques ou des équations fonctionnelles, ou parfois des évaluations numériques.

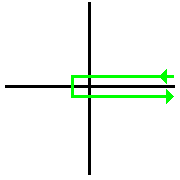
Le contour de Hankel

Par exemple, la définition originale de la fonction zêta de Riemann ζ(s) par une série de Dirichlet,
{\displaystyle \zeta (s)=\sum _{n=1}^{\infty }{\frac {1}{n^{s}}},}
est valide seulement pour Re(s) > 1. Mais
{\displaystyle \zeta (s)=-{\frac {\Gamma (1-s)}{2\pi \mathrm {i} }}\int _{H}{\frac {(-t)^{s-1}}{\mathrm {e} ^{t}-1}}\,\mathrm {d} t,}
où l'intégration est faite sur le contour de Hankel H, et est valide pour tout complexe s différent de 1.